# Regalecus
Regalecus (Ascanius, 1772) è un genere di pesci ossei marini appartenenti alla famiglia Regalecidae.

## Distribuzione e habitat
Il genere è cosmopolita, la specie R. glesne è presente, nel mar Mediterraneo.
Sono animali batipelagici che si possono trovare fino a 1000 metri di profondità.

## Descrizione
Hanno corpo molto allungato e appiattito lateralmente, nastriforme e privo di scaglie. La pinna dorsale è molto lunga e nella parte anteriore ha raggi allungati; la pinna ha colore rosso. Le pinne ventrali sono ridotte a un solo raggio molto allungato. La taglia è grande: fino a 8 metri per entrambe le specie.

## Tassonomia
Il genere comprende 2 specie:
- Regalecus glesne
- Regalecus russellii